# Burma Gallantry Medal
De Burma Gallantry Medal was een dapperheidsonderscheiding die door de koloniale Britse overheid aan Birmezen werd uitgereikt. De inwoners van de Britse kolonie Brits Birma kwamen na de instelling van de onder een eigen constitutie sinds 1937 zelfstandig bestuurde kolonie Birma niet langer voor de Brits-Indische onderscheidingen in aanmerking. Daarom stichtte Koning George VI van het Verenigd Koninkrijk deze medaille op 10 mei 1940. De medaille werd door de gouverneur van Birma toegekend voor "daden van opvallende moed in samenhang met het uitvoeren van de taak". De drager mocht de postnominale letters "BGM" achter zijn naam plaatsen. De eerste medaille op 26 maart 1942 toegekend. De door de Britse Gouverneur toegekende medaille was bestemd voor manschappen en onderofficieren van de verschillende koloniale legereenheden die met Birmezen werden bemand en door Britse officieren werden geleid. Het ging om Burma Army, the Burma Frontier Force, the Burma Military Police, the Burma Volunteer Air Force en de Burma Royal Naval Volunteer Reserve. In Birma werd tijdens de Tweede Wereldoorlog hard gevochten tegen de Japanse legers die Brits-Indië aanvielen. De laatste medaille werd op 28 november 1947 toegekend. Birma werd op 4 januari 1948 onafhankelijk.

## De medaille
De ronde zilveren medaille had een diameter van 36 millimeter. Op de voorzijde was George VI afgebeeld met het rondschrift GEORGIVS VI D:G:BR:OMN:REX ET INDIAE:IMP.. Op de keerzijde was binnen een lauwerkrans de tekst "BURMA" en "FOR GALLANTRY" aangebracht. De naam en andere gegevens over de decorandus staan op de rand gegraveerd. Men droeg de medaille aan een groen lint met een brede purperen middenstreep op de linkerborst.